# Danny Gottlieb
Pour les articles homonymes, voir Gottlieb.
Danny Gottlieb, né le 18 avril 1953 à New York, est un batteur de jazz et jazz fusion américain.

## Biographie
Daniel Richard Gottlieb apprend à jouer de la batterie avec Mel Lewis et Joe Morello et sort diplômé de l'université de Miami en 1975. Il rejoint le Gary Burton Quartet l'année suivante et y rencontre Pat Metheny, qui est le guitariste de la formation. Quand Metheny forme son propre groupe, en 1977, Gottlieb le rejoint et en fait partie jusqu'en 1983. Il crée ensuite le groupe de jazz fusion Elements avec Mark Egan (en), le bassiste de Metheny. Ils enregistrent plusieurs albums durant les années 1980 et, dans le même temps, Gottlieb fait aussi brièvement partie du Mahavishnu Orchestra et joue avec Al Di Meola et Gil Evans.
Gottlieb a depuis lors collaboré avec de multiples artistes, apparaissant aux crédits de plus de 400 albums, et a rejoint, avec sa femme Beth, le Lt. Dan Band de Gary Sinise en 2004. En 2011, il a écrit le livre The Evolution of Jazz Drumming. Il enseigne le jazz à l'université du Nord de la Floride.